# Línea Lechería-AIFA
El Tren Suburbano Lechería-AIFA será una ruta troncal o ramal del Ferrocarril Suburbano de la Zona Metropolitana del Valle de México. Se espera que el ramal sea inaugurado en julio de 2025.
En el tramo Lechería-AIFA habrá 8 estaciones unidas por 28.00 km de vía que pasaran por los municipios de Tultitlán, Tultepec, Nextlalpan y Zumpango.
Se espera que el ramal beneficie entre 84,000 y 165,000 personas diariamente, los cuales la mayoría irá al Aeropuerto Internacional Felipe Ángeles, siendo un medio cómodo para llegar al aeropuerto desde el centro de la ciudad. Se espera que el costo del boleto del ramal sea cerca de 210 pesos hasta el aeropuerto.

## Historia

### Planeación
El 19 de marzo de 2020, se anunció el proyecto de ampliación del tren suburbano que por medio de un ramal se comunicará el Aeropuerto Internacional Felipe Ángeles localizado en el municipio de Zumpango con la Ciudad de México.
Se esperaba que la construcción del ramal durara unos 24 meses, y que sería una inversión mixta con unos 25 mil millones de pesos de los cuales 15 mil millones sería por parte de los concesionario y el resto por el gobierno federal.
Los trabajos implicarían reubicar 64 mil metros de vías principales de carga, 3,500 metros de patios existentes y 6,300 metros de vías secundarias, 13,400 metros de construcción de un patio de maniobras y la construcción de 28 kilómetros de vía doble. Que en su total equivale a un proyecto de 130 kilómetros de vías férrea, con la complejidad de estar trabajando con vías en operación, sin suspender el servicio de carga que se presta en el Valle de México, especialmente a las industrias asentadas a lo largo de la vía.
El ramal en construcción comenzaría en la estación Lechería y tendría cuatro estaciones intermedias: Cueyamil, Los Agaves, Nextlalpan y Xaltocan; así como la estación terminal en el aeropuerto.

### Construcción
En 2021, la concesionaria Ferrocarriles Suburbanos comenzó en septiembre la construcción del ramal al Aeropuerto Internacional Felipe Ángeles (AIFA) el cual saldría desde la estación Buenavista, haciendo que el recorrido total se realizará en aproximadamente 38 a 40 minutos y se pensaba que iniciara servicio hasta finales del 2023.

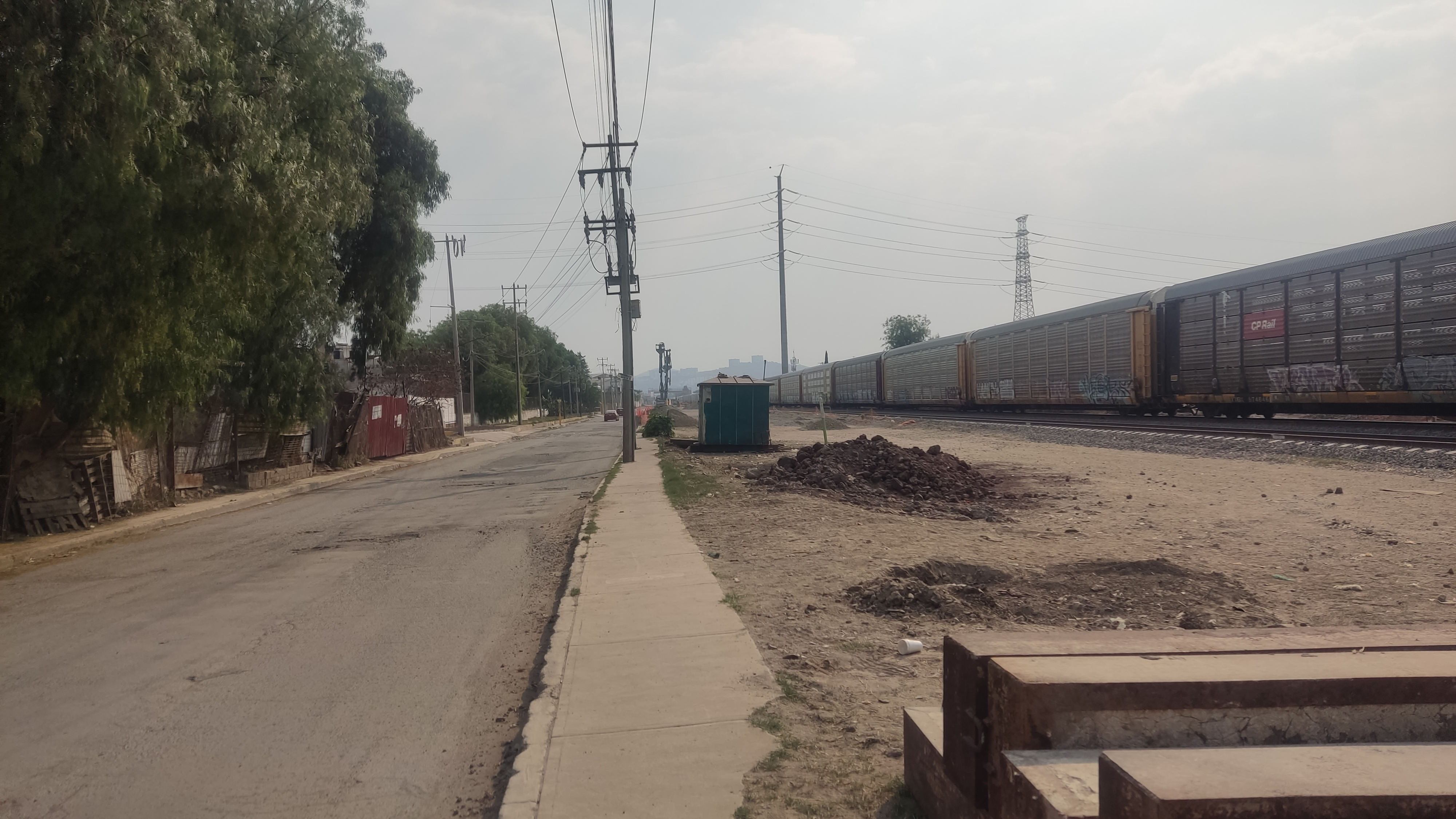
Construcción de la estación Cueyamil en 2024.

La conclusión del proyecto estaba previsto para diciembre de 2023, aunque por retrasos en la obra, se aplazó la inauguración hasta abril de 2024. La cual nuevamente sería aplazada hacia agosto de 2024.
Finalmente tras tantos retraso, se transfiere al ejército y se espera que el ramal sea inaugurado en julio de 2025.

## Estaciones
Las estaciones del ramal serían las siguientes:
| Estación   | Inauguración       | Municipio                     | Tipo de estación | Construcción | Conexiones                                                                        |
| ---------- | ------------------ | ----------------------------- | ---------------- | ------------ | --------------------------------------------------------------------------------- |
| 'Lechería' | 1 de junio de 2008 | Tultitlán de Mariano Escobedo | Terminal         | Superficial  | Otros servicios - CETRAM Lecheria - Lechería                                      |
| Cueyamil   | 2025               | Tultitlán de Mariano Escobedo | Paso             | Superficial  | Otros servicios - CETRAM Cueyamil                                                 |
| Los Agaves | 2025               | Tultitlán de Mariano Escobedo | Paso             | Superficial  |                                                                                   |
| Teyahualco | 2025               | Tultepec                      | Paso             | Superficial  | Otros servicios - CETRAM Teyahualco                                               |
| Prados Sur | 2025               | Tultitlán de Mariano Escobedo | Paso             | Superficial  | Otros servicios - CETRAM Prados Sur                                               |
| Nextlalpan | 2025               | Tultepec                      | Paso             | Superficial  |                                                                                   |
| Xaltocan   | 2025               | Municipio de Nextlalpan       | Paso             | Superficial  | Otros servicios - CETRAM Xaltocan                                                 |
| 'AIFA'     | 2025               | Municipio de Zumpango         | Terminal         | Subterráneo  | Otros servicios - Aeropuerto Internacional Felipe Ángeles - Terminal de Pasajeros |

## Material rodante

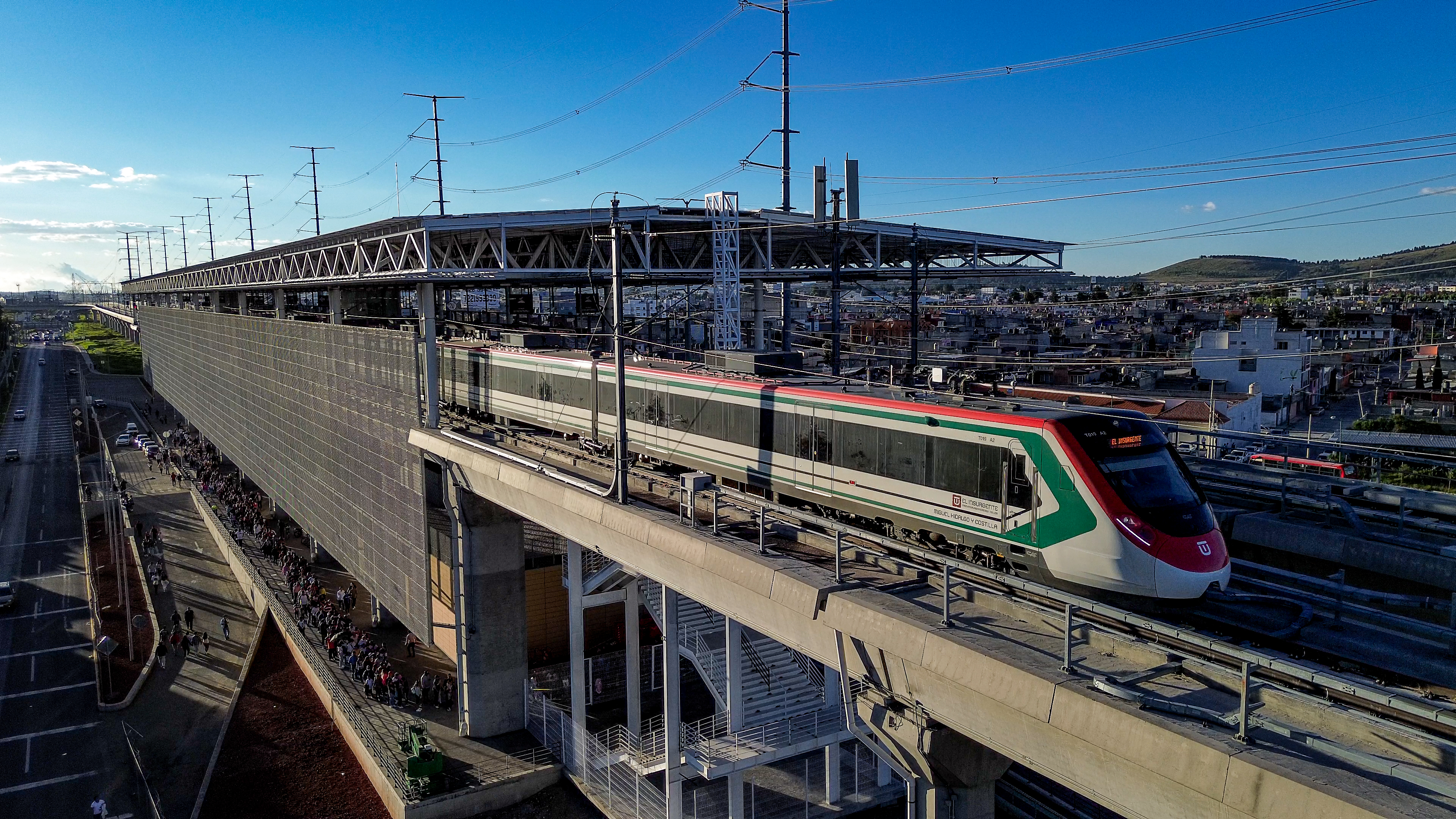
Modelo del tren que será usado en el ramal

Por este ramal circularán 10 trenes de tipo Civity, provenientes del tren El Insurgente. Estas unidades podrán circular a 130 kilómetros por hora, aunque por estar junto al Suburbano será de 65 kilómetros por hora, tienen una capacidad de 750 pasajeros y cuenta con diversas medidas de seguridad, cámaras de vigilancia, entre otras.